# Жангада. Восемьсот льё по Амазонке
«Жанга́да» (фр. La Jangada. Huit Cents Lieues sur l’Amazone) — приключенческий роман французского писателя Жюля Верна, входящий в цикл «Необыкновенные путешествия». Написан в 1881 году.

## Сюжет
Книга разбита на две части и 40 глав.
Лесной стражник (так называли охотников за беглыми рабами в Бразилии) Торрес получает от своего коллеги зашифрованное письмо, из которого узнаёт тайну богатого перуанского плантатора Жоама Гарраля и намеревается использовать её в своих корыстных целях. Встретив случайно в лесу сына Жоама Бенито и его друга Маноэля, Торрес от них узнаёт планы Жоама Гарраля совершить путешествие по Амазонке. Жоам Гарраль строит большой плот — жангаду, на котором вместе со всей семьёй и прислугой отплывает по Амазонке в Бразилию чтобы сыграть свадьбу своей дочери Миньи и друга семьи Маноэля в Белене, где живёт мать Маноэля.
Незадолго до путешествия Бенито, Маноэль и служанка Лина спасают от смерти Фрагозо, который присоединяется к ним. Фрагозо и Лина испытывают взаимную симпатию. Семья Гарраля принимает решение по прибытии к месту назначения сыграть две свадьбы: Маноэля с Миньей и Фрагозо с Линой. По пути Гарраль подбирает Торреса. Тот рассказывает об ограблении кареты с добычей алмазов в округе Тижок 23 года назад, по обвинению в сотрудничестве с бандитами был арестован молодой чиновник Жоам Дакоста, но ему удалось бежать перед казнью и добраться до Перу. Дакоста взял фамилию своей матери Гарраль и устроился на фазенду, впоследствии он женился на дочери плантатора и стал владельцем плантации. В обмен на доказательство невиновности Дакосты Торрес требует от Жоама выдать замуж за него дочь Минью и половину состояния. Гарраль прогоняет шантажиста, полиция Манауса арестовывает Гарраля по доносу Торреса.
Бенито выслеживает и убивает в поединке Торреса, тело авантюриста падает в Амазонку. Узнав от отца о совершённой им чудовищной ошибке, Бенито арендует водолазный костюм и обшаривает дно реки, он находит тело Торреса и документ. Однако документ оказывается зашифрован как криптограмма. Судья Жаррикес как и общественое мнение склоняется на сторону мужественного Дакосты, но никто не может расшифровать документ. Бенито и Маноэль предлагают Жоаму бежать, но тот отказывается. Фрагозо узнал в погибшем Торресе лесного стражника и отправляется к месту его службы. От начальника стражи он узнаёт имя его бывшего сослуживца Ортеги. Власти подтверждают смертный приговор Жоаму Дакосте. Утром его ведут на казнь, Фрагозо приходит к судье и сообщает имя Ортеги, которое помогает Жаррикесу расшифровать документ, оказавшимся признанием Ортеги, это он а не Дакоста продал бандитам сведения о карете с алмазами. Жаррикес останавливает приготовления к казни, Жоама оправдывают. Герои благополучно продолжают своё путешествие по Амазонке, закончившееся в городе Белен, где и происходит двойная свадьба.

## Публикации
Первая публикация романа — в журнале Этцеля «Magasin d’Éducation et de Récréation» с 1 января по 1 декабря 1881 года, под заглавием «Жангада. Восемьсот лье по Амазонке».
В отдельном издании роман (под тем же заглавием) первоначально был выпущен в двух книгах, первая — 20 июня, и вторая — 10 ноября 1881 года. Французский математик Морис д’Окань, сын академика д’Оканя, в своих воспоминаниях утверждает, что один из студентов его отца в Политехнической школе сумел взломать шифр, на котором основана интрига романа, и прочесть текст документа ещё до завершения журнальной публикации. Д’Окань сообщил об этом автору, с которым был хорошо знаком, и для отдельной публикации Жюль Верн изменил шифр, чтобы исключить преждевременное прочтение.
Роман (с 82 иллюстрациями Леона Бенета) вместе с очерком Поля Верна «Из Роттердама в Копенгаген на борту яхты Сен-Мишель» вошёл в состав шестнадцатого «сдвоенного» тома «Необыкновенных путешествий», вышедшего 17 ноября 1881 года.
В 1882 году роман был опубликован в переводе на русский язык в Санкт-Петербурге, в издательстве Е. Н. Ахматовой.